# Grüner Bach (Lenne)
Der Grüner Bach ist ein 11,6 km langer und orografisch rechter Nebenfluss der Lenne im nordrhein-westfälischen Märkischen Kreis.

## Geographie

### Verlauf
Der Bach entspringt an der Grünequelle etwa 1,3 km nordwestlich von Evingsen. Die Quelle liegt nördlich des Sattels zwischen Rüssenberg (493,9 m) und Rimberg (500,4 m) auf einer Höhe von 457 m ü. NN. Von hier aus fließt er zunächst in nordwestliche Richtung durch wenig besiedeltes Gebiet. Bei Attern im Süden von Iserlohn wendet sich der Lauf nach Norden. 
Begleitet von der L 888 durchfließt der Bach Bräke und Dannenhöfer und erreicht anschließend den Iserlohner Stadtteil Obergrüne. Hier wendet sich der Bach nach Westen, passiert Iserlohn-Untergrüne und mündet dort auf 129 m ü. NN in die Lenne. Zwischen Dannenhöfer und Mündung ist der Talgrund fast vollständig bebaut.
Auf seinem 11,6 km langen Weg überwindet der Bach einen Höhenunterschied von 328 m, was einem mittleren Sohlgefälle von 28,3 ‰ entspricht. 

### Einzugsgebiet und Zuflüsse
Der Grüner Bach entwässert ein 25,183 km² großes Einzugsgebiet über Lenne, Ruhr und Rhein zur Nordsee.
Der wichtigste Zufluss des Grüner Baches ist der 2,9 km lange Lösseler Bach. Er ist der längste Nebenfluss und hat mit 2,348 km² auch das größte Einzugsgebiet. 
Im Folgenden werden die Nebenflüsse des Grüner Baches mit Stationierung, Name, Fließgewässerkennziffer (GKZ) und Mündungslage, Länge, Größe des Einzugsgebietes, Mittlerer Abfluss (MQ) und Mündungshöhe.
| Stat. in km | Name                 | GKZ        | Lage   | Länge in km | EZG in km² | MQ in l/s | Mündungshöhe in m ü. NHN | Bemerkungen                        |
| ----------- | -------------------- | ---------- | ------ | ----------- | ---------- | --------- | ------------------------ | ---------------------------------- |
| 010,00      | Niederdahlsener Bach | 276696-11? | rechts | 000,3000    |            |           | 36200000                 |                                    |
| 009,50      | Siepenbach           | 276696-2   | links0 | 001,5000    | 0001,130   | 0021,5000 | 34700000                 |                                    |
| 008,30      | Lohsiepen            | 276696-3?  | links0 | 001,0000    |            |           | 30400000                 |                                    |
| 008,00      | Attrische Bach       | 276696-3?  | links0 | 001,0000    |            |           | 29700000                 |                                    |
| 007,80      | Schlaabach           | 276696-32  | links0 | 001,2000    | 0000,9220  | 0016,320  | 29300000                 |                                    |
| 007,30      | Bräker Bach          | 276696-34  | rechts | 001,1000    | 0001,3000  | 0021,720  | 27900000                 |                                    |
| 005,30      | Asbecke              | 276696-36  | rechts | 001,3000    | 0001,430   | 0021,470  | 22800000                 |                                    |
| 002,40      | Selbergbach          | 276696-4   | links0 | 001,5000    | 0000,7220  | 0009,860  | 17500000                 |                                    |
| 001,50      | Dröscheder Bach      | 276696-5?  | rechts | 001,9000    |            |           | 15400000                 | heutiger Verlauf meist kanalisiert |
| 001,20      | Lösseler Bach        | 276696-6   | links0 | 003,2000    | 0002,3440  | 0034,960  | 15200000                 |                                    |
| 000,40      | Pillingser Bach      | 276696-8   | links0 | 002,6000    | 0001,5860  | 0022,780  | 14000000                 |                                    |
| 000,00      | Grüner Bach          | 276696     |        | 011,6000    | 0025,1830  | 0415,850  | 12900000                 | mündet in die Lenne                |

Anmerkungen zur Tabelle
1. ↑  Gewässerkennzahl, in Deutschland die amtliche Fließgewässerkennziffer mit zur besseren Lesbarkeit eingefügtem Trenner hinter dem Präfix, das einheitlich für den allen gemeinsamen Vorfluter Grüner Bach steht.
2. 1 2 3  Eigenmessung der Länge
3. ↑  Eigenmessung der Länge nach der Preußische Uraufnahme
4. ↑  Die Daten des Grüner Baches zum Vergleich

## Höhlen
Im Grüner Tal finden sich viele Höhlen, darunter am bekanntesten die Dechenhöhle. Manche Forscher vermuten sie als zusammenhängendes Höhlensystem.